# Kurt Masur
Kurt Masur (Brieg, Lower Silesia (Alemanya), 18 de juliol, 1927 - Greenwich, Connecticut, (U.S.A.), 19 de desembre de 2015) va ser un director d'orquestra alemany. Anomenat "un dels últims mestres d'estil antic", va dirigir moltes de les principals orquestres de la seva època. Va tenir una llarga carrera com a mestre de capella de l'Orquestra del Gewandhaus de Leipzig i també va ser director musical de la Filharmònica de Nova York. Va deixar molts enregistraments de música clàssica interpretats per les principals orquestres. Masur també és recordat per les seves accions de suport a les manifestacions pacífiques a les manifestacions antigovernamentals de 1989 a Leipzig; les protestes van formar part dels fets que van conduir a la caiguda del mur de Berlín.
Els seus estudiants inclouen Kahchun Wong, Matthias Manasi i  Adrian Prabava.

## Biografia

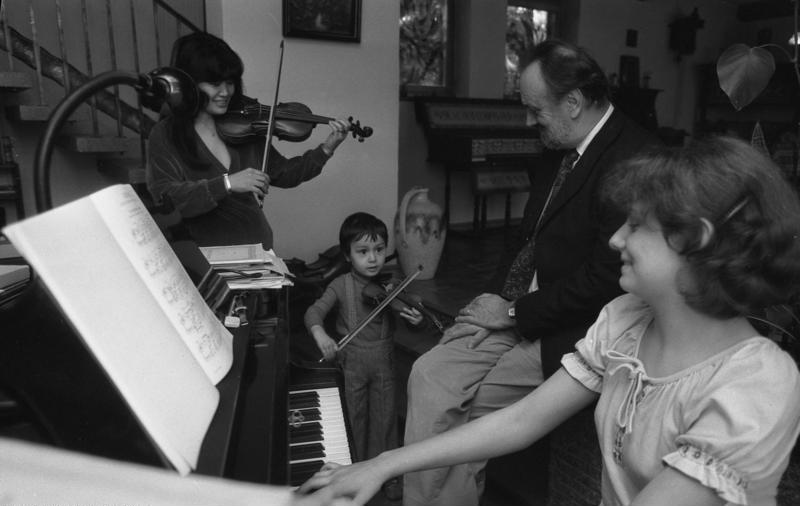
Masur, la dona Tomoko, la filla Carolin i el fill Ken David el 1981

Masur va estudiar piano, composició i direcció a Leipzig, Saxònia. El seu pare era enginyer elèctric, i de petit va fer l'aprenentatge d'electricista; de tant en tant treballava a la botiga del seu pare. Entre els 10 i els 16 anys, va prendre classes de piano amb Katharina Hartmann.

L'octubre de 1944 els nazis van anunciar que tots els homes d'entre 16 i 60 anys podien ser reclutats, inclòs el jove director. Masur va ser reclutat entre els paracaigudistes a finals de 1944. Va ser enviat a lluitar;
| « | "De les 150 persones de la seva unitat, només 27 [inclòs Masur] van sobreviure" | » |

, abans de ser capturats per les forces nord-americanes i britàniques l'1 de maig de 1945. Masur i la seva família van tenir sort: ni un sol membre de la família va morir al guerra.
Des del 1946 fins al 1948, va estudiar direcció, composició i piano a la Universitat de Música i Teatre de Leipzig. Va marxar als 21 anys, sense acabar mai els seus estudis, quan li van oferir una feina com a repetidor al "Landestheater Halle an der Saale" (des d'aleshores rebatejat com a Halle Opera House, o Opernhaus Halle en alemany).
Masur es va casar tres vegades i va tenir un total de cinc fills. El seu primer matrimoni amb Brigitte Stütze va tenir tres fills, i va acabar en divorci el 1966. Ell i la seva segona dona, Irmgard Elsa Kaul, van tenir una filla, Carolin Masur, que es va convertir en cantant d'òpera. Irmgard va morir el 1972 en un accident de cotxe en el qual Masur va resultar greument ferit. El 1975, es va casar amb la seva tercera dona, soprano i violista, Tomoko Sakurai: van tenir un fill, Ken-David, cantant i director d'orquestra clàssica.

## Carrera com adirector
Masur va dirigir la Filharmònica de Dresden durant tres anys que van acabar el 1958 i de nou de 1967 a 1972. També va treballar amb la "Komische Oper de Berlín Est". El 1970, va esdevenir mestre de capella de la "Gewandhausorchester Leipzig", ocupant aquest càrrec fins a 1996. Amb aquesta orquestra, va interpretar la Simfonia núm. 9 de Beethoven en la celebració de la Reunificació alemanya el 1990.
El 1991, Masur es va convertir en director musical de la New York Philharmonic (NYP). Va ser una elecció inesperada que va portar el canvi necessari a aquella orquestra.
| « | "El nomenament de Masur va ser un senyal clar que era hora que l'orquestra comencés de nou." | » |

L'antic concertista Glenn Dicterow va dir el 2012: 
| « | "Es necessita una gran personalitat per unir 105 intèrprets a l'escenari, per aconseguir que tothom estigui tan inspirat com ell. és... i, uh, és un treball dur... I és tan exigent i intens que crec que, només per la seva gran intensitat de la seva personalitat, crec que ens va transformar a la majoria de nosaltres". | » |

 Masur va dirigir la Filharmònica en una interpretació d'Un Rèquiem alemany de Brahms després dels atemptats terroristes dels Atemptats de l'11 de setembre de 2001. Durant el seu mandat, hi va haver informes de tensió entre Masur i la directora executiva del NYP en aquell moment, Deborah Borda, que finalment va contribuir a que el seu contracte no fos renovat més enllà del 2002. En una entrevista televisiva amb Charlie Rose, Masur va declarar que pel que fa a la seva sortida del NYP, "no era el meu desig". Masur es va retirar com a director musical del NYP l'any 2002 i va ser nomenat el seu director musical emèrit, un nou títol creat per a ell. El consens crític va ser que Masur va millorar la interpretació de l'orquestra durant el seu mandat.
L'any 2000, Masur es va convertir en director principal de l'Orquestra Filharmònica de Londres (LPO) i va ocupar aquest càrrec fins al 2007. L'abril de 2002, Masur es va convertir en director musical de l'Orquestra Nacional de França (ONF) i va ocupar aquest càrrec fins al 2008, quan va prendre el títol de director musical honorari de l'ONF. En el seu 80è aniversari, el 18 de juliol de 2007, Masur va dirigir músics d'ambdues orquestres en un concert de The Proms a Londres. Masur va tenir el títol vitalició de director convidat honorari de l'Orquestra Filharmònica d'Israel. El 2012, després d'una sèrie de cancel·lacions de concerts, Masur va revelar al seu lloc web que tenia la malaltia de Parkinson.
Els seus estudiants inclouen Kahchun Wong, Matthias Manasi i  Adrian Prabava.

## Visions polítiques
Encara que Masur va passar la major part de la seva carrera professional a Alemanya de l'Est, mai es va unir al SED (Partit Socialista Unificat d'Alemanya). El 1982 va rebre el Premi Nacional d'Alemanya de l'Est. La seva actitud davant el règim va començar a canviar l'any 1989, després de la detenció d'un músic de carrer a Leipzig. El 9 d'octubre de 1989, va intervenir en manifestacions antigovernamentals a Leipzig, a l'Alemanya de l'Est comunista, negociant la fi d'un enfrontament que podria haver provocat que les forces de seguretat atacaven els manifestants, un mes abans de la caiguda del mur de Berlín.

## Mort
El 2015, Masur va morir als 88 anys a Greenwich, Connecticut, per complicacions de la malaltia de Parkinson. El seu funeral es va celebrar a la Thomaskirche de Leipzig, amb música interpretada per l'Orquestra Gewandhaus de Leipzig i el Thomanerchor. L'enterrament va tenir lloc al cementiri del sud de Leipzig, anomenat Südfriedhof. Li va sobreviure la seva tercera esposa, així com les seves filles Angelika i Carolin, els seus fills, Ken-David, Michael i Matthias, i nou néts.

## Premis
Professor de l'Acadèmia de Música de Leipzig des de 1975, Masur va rebre nombrosos honors. L'any 1995 va rebre la Creu de l'Orde al Mèrit de la República Federal Alemanya. Va rebre la Medalla d'Or d'Honor per a la Música del National Arts Club el 1996. El 1997 va rebre els títols de Comandant de la Legió d'Honor del govern francès (Chevalier de la Légion d'honneur), i Ambaixador Cultural de la Ciutat de Nova York de la Ciutat de Nova York. El 1999 va rebre la Creu de Comandant al Mèrit de la República Polonesa.
L'any 2002, el president d'Alemanya Johannes Rau li va concedir la Creu amb Estrella de l'Orde del Mèrit de la República Federal d'Alemanya; el 2007, el president d'Alemanya Horst Köhler li va atorgar la Gran Creu de lOrde del Mèrit amb Estrella i Cinta; el 2008, va rebre el premi Wilhelm Furtwängler a Bonn, Alemanya. Masur també va ser ciutadà d'honor de la seva ciutat natal Brieg. El 2001, Masur es va convertir en membre d'honor de la Royal Academy of Music.
El 2010, va rebre la Medalla Leo Baeck (Institut Leo Baeck) per la seva tasca humanitària en la promoció de la tolerància i la justícia social. Va rebre un premi Goldene Henne [de] el 2014 pel seu treball en polítiques públiques.
El 18 de juliol de 2018, que hauria estat el 91è aniversari de Masur, Google el va presentar en un Google Doodle als Estats Units, Alemanya, Belarús, Islàndia i Japó.